# Marcel Renaud
Marcel Victor Alcide Renaud (ur. 27 maja 1926 w Paryżu, zm. 5 grudnia 2016 w Bourges) – francuski kajakarz i kanadyjkarz. Srebrny medalista olimpijski z Melbourne.
Brał udział w dwóch igrzyskach olimpijskich (IO 52, IO 56). W 1956 zajął drugie miejsce w kanadyjkowej dwójce na dystansie 10000 metrów, wspólnie z nim płynął Georges Dransart. W 1954 zdobył brązowy medal mistrzostw świata na dystansie 1000 metrów w kajakowej czwórce, wcześniej był złotym medalistą pierwszych mistrzostw świata w kajakarstwie górskim w 1949. 
Kajakarzami i medalistami olimpijskimi byli również jego synowie Éric i Philippe.